# جانت
جانِت مدينة وبلدية تابعة إقليميا إلى دائرة جانت، ولاية جانت الجزائرية ولقد إحتلت الجزائر من اليبين مساحة 1070 كيلو متر مربع في هضبة إمساك التابعة لي بلدية غات اليبية وهي واحة تبعد ب2300 كم عن عاصمة البلاد، في قلب الصحراء الكبرى وتبعد عن الحدود مع ليبيا ب100 كم و 200 كم عن النيجر. الواحة مأهولة بالتوارق الذين يتكلمون اللغة الأمازيغية باللهجة التارقية. تعدّ جانت عاصمة الطاسيلي وتضم 14655 نسمة.

## أصل التسمية
يعود أصل كلمة جانت إلى اللهجة الأمازيغية التارقية، والتي تعني (حط الرحال). حيث أنه في القديم تاه قطيع من الإبل عن صاحبه بينما كان يرعاه قرب وادي جانت الحالي، وفي محاولة بحثه التقى بجمع من البدو والرحل فسألهم إن شاهدوا إبله. فأجاب أحدهم: إذهب إلى الوادي فستجدها جانت، أي باركة هناك.

## الجغرافيا
بيوت حجرية في وادي أسفل جبال الطاسيلي حيث تقع على سهل طاسيلي ناجر على علو 1050 م يعبرها وادي إيجريو الذي يسقي الواحة. تعدّ محورا أساسيا للمواصلات مع المدينة الليبية غات. ولها واحات في نفس المدينة مثل واحة جاهيل والتي تقع مع أول مدخل للمدينة ثم تأتي واحة الميهان وهي أكبر واحة حجما وتليها واحة زلواز لمدينة جانت عدة قصور من بين القصور قصر الميهان الذي يوسط كل من زلواز وجاهيل يعني ان المنطقة اصلها الديمغرافي ثلاث قصور منذ القدم.

### الموقع الجغرافي
يحد بلدية جانت كل من:
- شمالا: ولاية إيليزي
- جنوبا: دولة النيجر
- شرقا: دولة ليبيا
- غربا: ولاية تمنراست

## طاسيلي ناجر

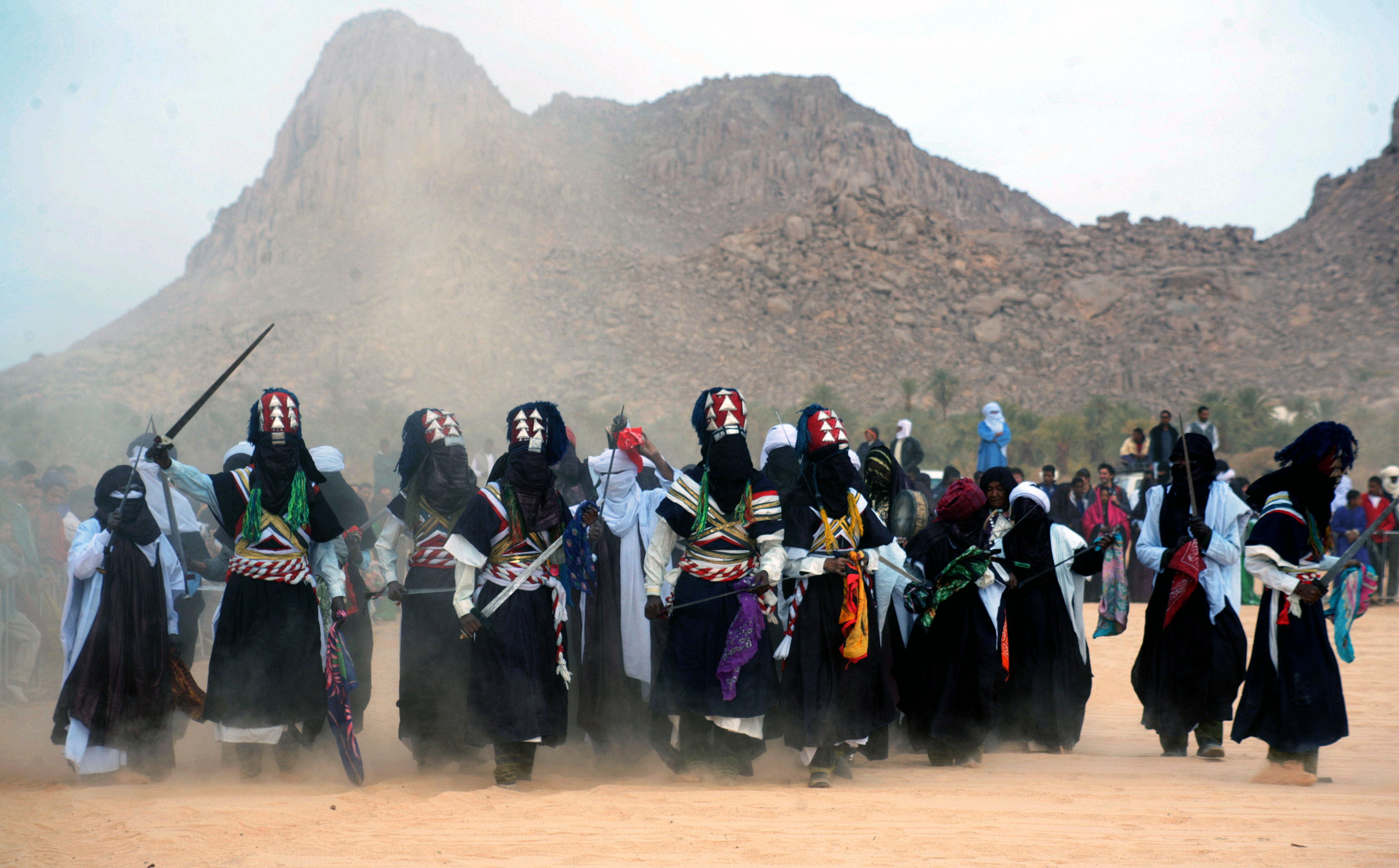
الحفل الطارقي: يجلب عدد كبير من السياح سنويا إلى جانت.

تتوضع الحديقة الوطنية طاسيلي ناجر في ربوع بلدية جانت وهي تمتلك موروث ثقافي وحضاري هائل يتمثل في النقوش الحجرية التي تتحدث عن حياة العصور القديمة.

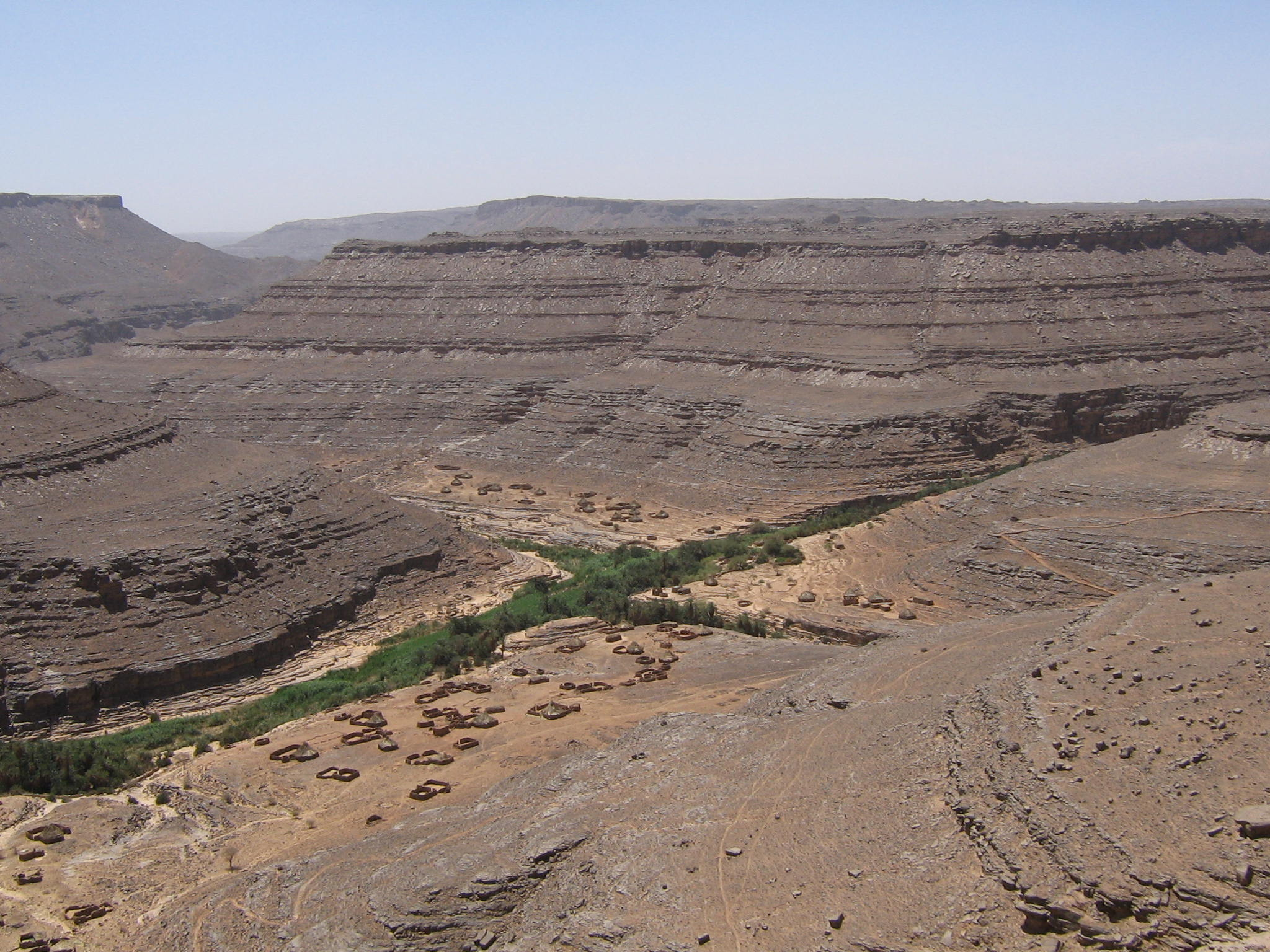
مباني بدائية وسط سلسلة من الجبال الصخرية في منطقة الطاسيلي ناجّر.
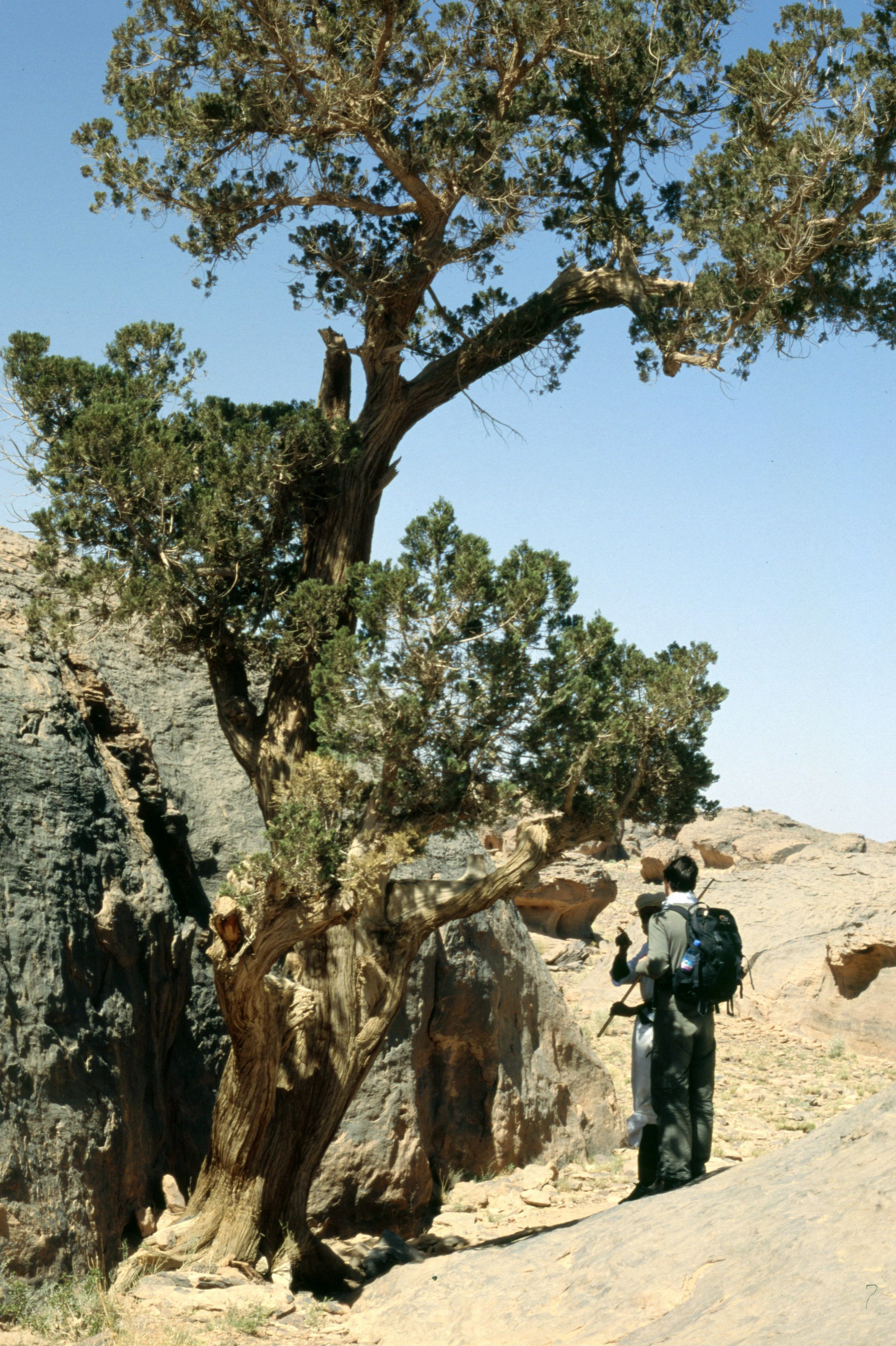
أشجار السرو الصحراوي بمنطقة الطاسيلي ناجّر.
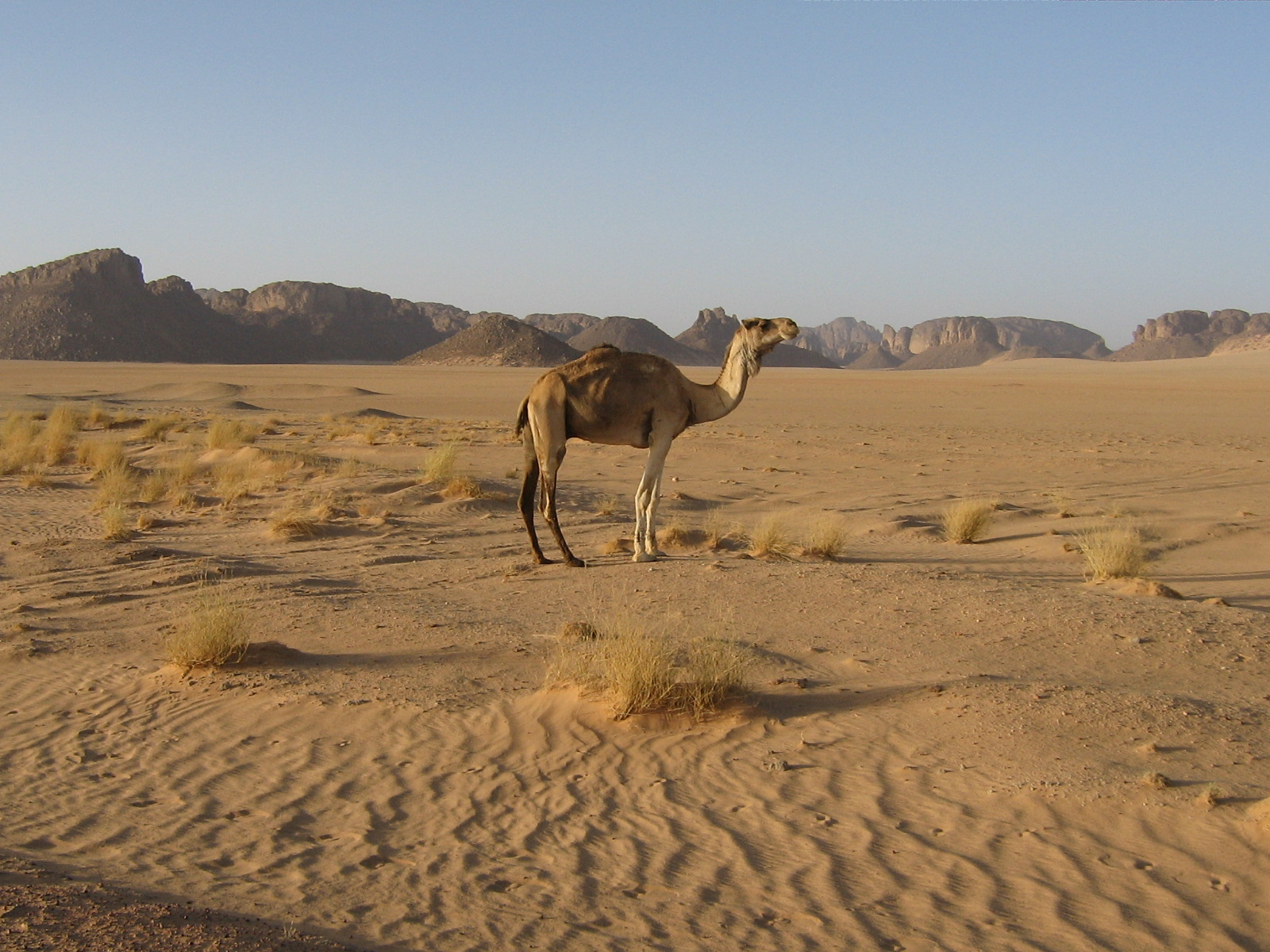
جمل وحيد بعيد عن القطيع في الطاسيلي.

## التاريخ
للمدينة جانت عدة من القبائل وعدة مباني تاريخية قديمة جدا

## أحياء وقرى البلدية
أحياء جانت تين خاتمة - زلواز / بني وسكن /الميهان /أغوم / اجاهيل /ان أبربر / والحي الحضري افري

## المنشآت القاعدية

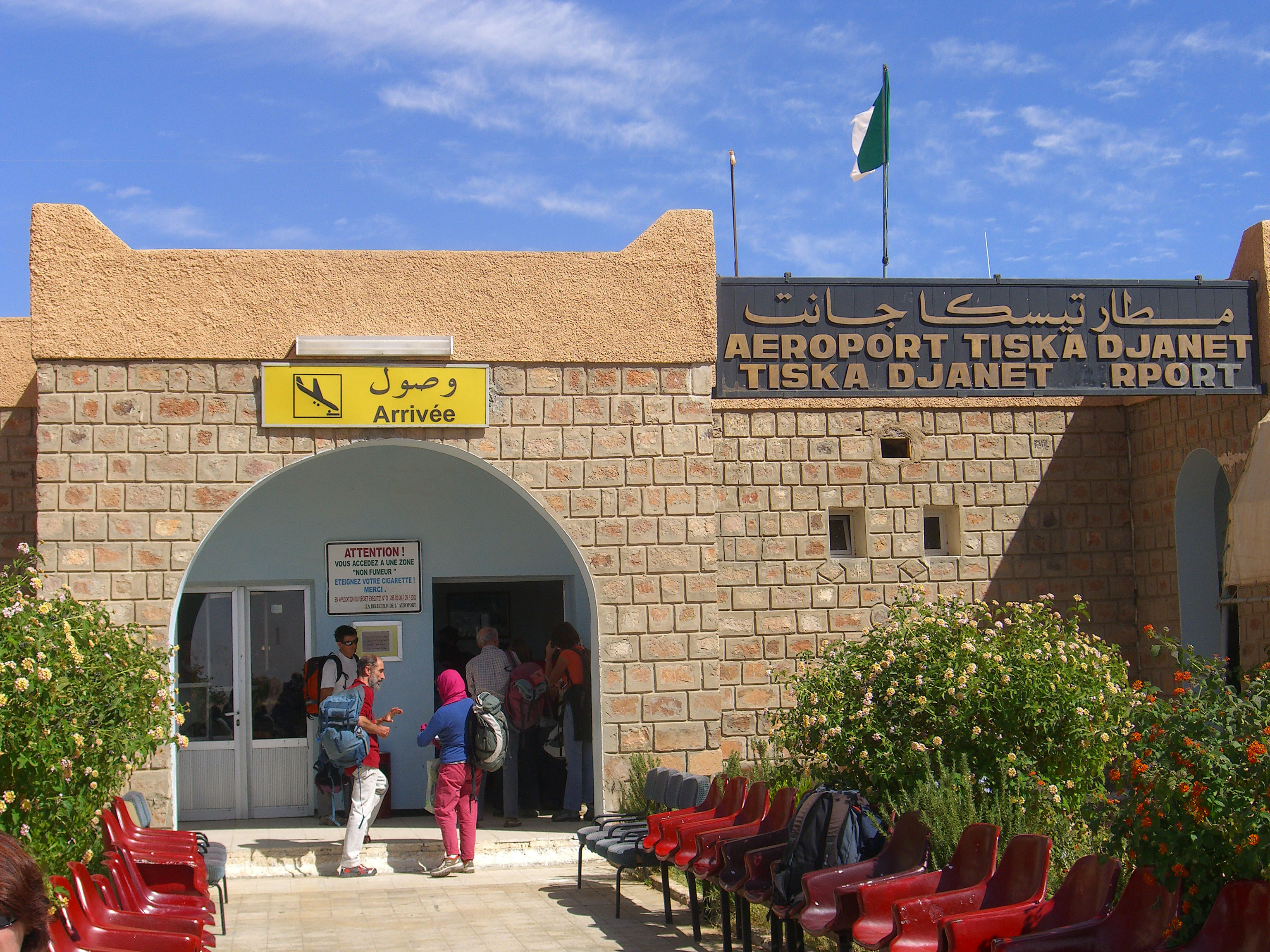
مدخل مطار جانت.

## الفلاحة
تعدّ جانت مدينة فلاحية في طريق التطور وحيث انها تقع في منطقة وعرة محيطة بالجبال الامر الذي يجعل وصول التموين صعب ولكن بالرغم من قساوة الطبيعة والطرق المهترة والجبال الشامخة والمنحدرات الخطيرة إلا أن مجموعة من التجار الشماليين يوفرون الخضر والفواكه. وبالرغم من ذلك نجد تأقلم واضح في عرض كل السلع والخدمات كأنك في ولاية من الشمال ذلك أن التجار يوفرون كل الضروريات.

## الصناعة
تهتم مدينة جانت بصناعة الجلود ودباغتها وبصناعة الحلي بالدرجة الأولى.

## الثقافة

### التراث العالمي لليونسكو

#### إمزاد
تم إدراج آلة إمزاد وما يتعلق بها من مهارات ضمن لائحة التراث العالمي الثقافي اللاّمادي للإنسانية تحت عنوان: الممارسات والمهارات والمعرفة المرتبطة بمجموعات إمزاد عند الطوارق،
وتحولت آلة إمزاد إلى رمز إلى موسيقى إمزاد، حيث ارتبطت موسيقى إمزاد بآلة إمزاد ارتباطا جوهريا وثيقا، وقد اعتمدتها اليونيسكو إرثا ثقافيا إنسانيا عالميا، كموسيقى طوارقية بامتياز. حيث تشكل موسيقى الإمزاد وآلتها الموسيقية إحدى مميّزات قبائل الطوارق، وتعزفها النساء على آلة موسيقية أحادية الوتر تُعرَف بالإمزاد. وتجلس العازفة وتضع الآلة على ركبتيها وتعزف عليها باستخدام قوس. وتوفر آلة الإمزاد أنغاما مصاحبة للأشعار أو الأغاني الشعبية التي غالبا ما يؤديها الرجال في المناسبات الاحتفالية في مخيمات الطوارق. وغالبا ما تُعزَف هذه الموسيقى لإبعاد الأرواح الشريرة وتخفيف آلام المرضى. وتُنقَل المعرفة الموسيقية شفهيا وفقا لطرائق مراقبة واستيعاب تقليدية.

#### السبيبة
إلى جانب "إمزاد" من نفس المجال، تم إدراج المناسبة الاحتفالية "السبيبة" وما يرافقها من عادات وتقاليد مرتبطة بها كحدث تاريخي، ضمن قائمة اليونسكو للتراث العالمي اللامادي سنة 2008، وذلك تحت عنوان: "طقوس ومراسم السبيبة في واحة جنات الجزائر (بالإنجليزية: Ritual and ceremonies of Sebeïba in the oasis of Djanet, Algeria)
يتم نقل المعرفة المتعلقة بالطقوس والاحتفالات مباشرة، عبر الأجيال المتلاحقة، من كبار السن إلى الأصغر سنا. الحلي ومنتجات الحرفيين وإصلاح وصناعة الزي الطوارقي الرسمي التقليدي، والأسلحة التقليدية، والحلي والآلات الموسيقية المطلوبة لطقوس احتفالات السبيبة.

## وصلات خارجية
- إذاعة إيليزي الجهوية: البث الحي.